# Папа Формоз
Папа Формоз (лат. Formosus; око 816 - 4. април 896) је био 111. папа од 6. октобра 891. године до своје смрти.

## Детињство и младост
Рођен је око 816. године у Остији која је тада била део Папске државе. Године 866. је у дипломатској мисији у Бугарској, а 869. и 872. године у Француској. Убедио је француског краља Карла Ћелавог да буде крунисан од стране папе 875. године. Постао је кандидат за папу након смрти Хадријана II, али је поражен од стране папе Јована VIII. Пао је у његову немилост те је морао да напусти земљу након што је екскомунициран.. Јованов наследник Марин рехабилитовао је Формоза и вратио га на чело Портуса</ref>. Након Марина, Хадријана III (884—5) и Стефана V (885—891), Формоз је изабран за папу 6. октобра 891. године Изабран је једногласно

## Понтификат
Одмах по ступању на папску столицу, Формоз је интервенисао у Цариграду где је патријарх Фотије збачен, а на његово место је постављен Стефан I, син цара Василија I. Умешао се и у спор између Ода, грофа Париза и Карла Простог за француску круну. Подржао је Карла и наложио је Оду да абдицира у Карлову корист. Одо се није обазирао на папина наређења. Формоз је гајио дубоко неповерење према Гају III од Сполета, светоримског цара, те је покушавао да пронађе подршку за борбу против њега. Гај је, под притиском Формоза, приморан да свога сина Ламберта крунише за савладара априла 892. године. Наредне године је Формоз успео да убеди Арнулфа Карантинског да предузме напад на Рим како би Апенинско полуострво ослободио владавине Сполета.
Арнулф се одазвао папином позиву и 894. године окупирао је све земље северно од реке По. Гај је умро децембра исте године остављајући свога сина Ламберта као наследника. На јесен следеће године, Арнулф је поново напао. У град је ушао фебруара 896. године. Крунисан је за цара од стране папе Формоза у Базилици Светог Петра. Међутим, на путу се разболео те није могао наставити кампању. Вратио се у Немачку где је провео остатак живота.
Формоз се током понтификата борио и са Сараценима који су нападали Лацио. Умро је 4. априла 896. године. Наследио га је папа Бонифације VI.

## Посмртно суђење
Под утицајем Ламберта и његове мајке, Гајеве удовице Агилтруде, папа Стефан VI, наследник Бонифација VI, ископао је Формозов леш и оденуо га у папску одећу. Потом га је поставио на престо и суочио са оптужбама папе Јована VIII. Пресудом је Формоз проглашен недостојним понтификата. Уследио је Damnatio memoriae, обичај који потиче још из античког Рима. Сва Формозова наређења су поништена. Папска одежда отргнута је са његовог тела, одсечена су му три прста, а леш му је бачен у Тибар. Овај догађај сматра се за један од најбизарнијих у историји папства и за један од најбизарнијих судских поступака. Судски поступак изазвао је негативне реакције у римској јавности. Убрзо су се појавиле гласине да је Формозово трупло исплутало те да је почело чинити чуда. Стефан VI свргнут је у народном устанку из 897. године. Следећи папа, Теодор II, поништио је одлуке суда. Формозово тело кога су из Тибра извадили монаси је сахрањено у Базилици Светог Петра. Теодоров наследник, Јован IX, сазвао је и посебан сабор на коме су поништене одлуке сабора из 896. године. Убудуће је забрањено да се воде судски поступци против покојника.
Међутим, папа Сергије III поништио је одлуке Теодора и Јована те је потврдио пресуду папе Стефана. Папино тело је, међутим, остало у Базилици Светог Петра.